# مياموتو موساشي
مياموتو موساشي (باليابانية: 宮本武蔵)؛ 1584 - 1645) كان مقاتلاً يابانياً اعتبر من أعظم الساموراي في التاريخ، حيث امتلك مواهب مميزة في المبارزة. منذ وقت مبكر من حياته، خاض موساشي أكثر من 60 حرباً، ابتكر أسلوب هيوهو نيتن إيتشي ريو في المبارزة، كما ألف بعد اعتزاله كتاب الحلقات الخمس (باليابانية: 五輪書)، وهو كتاب في فن الحرب والتكتيك والفلسفة لا يزال يدرس حتى اليوم.

## حياته
ولد مياموتو موساشي في عام 1584 في منطقة مياموتو (تمثل الآن ميماساكا في أوكاياما). في عام 1591 قام بتربيته عمه كبوذي، في عام 1596 قاتل أريما كيهاي في محافظة هيوغو، كما قاتل أكياما في عام 1599. بعد عام يعتقد بأنه خاض معركة سكيغاهارا مع الجانب المنهزم، في عام 1604 خاض أربع حروب ضد عشيرة يوشيوكا في كيوتو ضد كل من: يوشيوكا ساجورو، ويوشيوكا دنشيتشيرو، ويوشيوكا ماتاشيتشيرو. وفي نفس العام زار محافظة نارا لقتال كاهن بوذي، بعد ذلك ولأكثر من سبع سنين قام بالسفر، في عام 1607 قاتل شيشيدو بايكن في محافظة ميئه وكذلك موسو غونوسوكيه في مكان طوكيو الحالي، في عام 1610 قاتل كلاً من هاياشي أوسدو وتسوجيكازيه تنما في إيدو، وبعد عام بدأ بممارسة تأمل زازن، في العام التالي خاض أشهر معاركه ضد ساساكي كوجيرو في منطقة محافظة ياماغوتشي. لفترة معينة افتتح مدرسة لتعليم المبارزة.
بين العامين 1614 و1615 إنضم إلى جند توكوغاوا إيئه-ياسو في خوض حصار أوساكا في قلعة أوساكا. في عام 1621 قاتل مياكيه غونباي في محافظة هيوغو وسكن في هيميجي للعام التالي. سافر إلى إيدو في عام 1623 وتبنى ابناً ثانياً يدعى إيوري، بعد ثلاث أعوام قام ابنه الأول ميكينوسوكيه بالهارا كيري. بعد السفر التقى مياموتو بياغيو هيوغونوسوكيه في مدينة ناغويا في العام 1628، في عام 1634 استقر في محافظة فوكوأوكا لفترة من الزمن مع ابنه إيوري في ضيافة أوغاساوارا تادازانيه. في عام 1637 أثر كثيرًا في ثورة شيمابارا. بعد عام، عانى مياموتو من النورالجيا (الألم العصبي)، وهاجر في العام التالي ليعتكف كناسك في كهف رايغاندو، في عام 1645 أنهى كتابه
المشهور كتاب الحلقات الخمس، وتوفي في 13 يونيو من نفس العام.

## نصب
- تمثال مياموتو موساشي.[1][2]
- معبد موساشي.
- نصب ليون واليابان واليابان وفرنسا التذكاري.

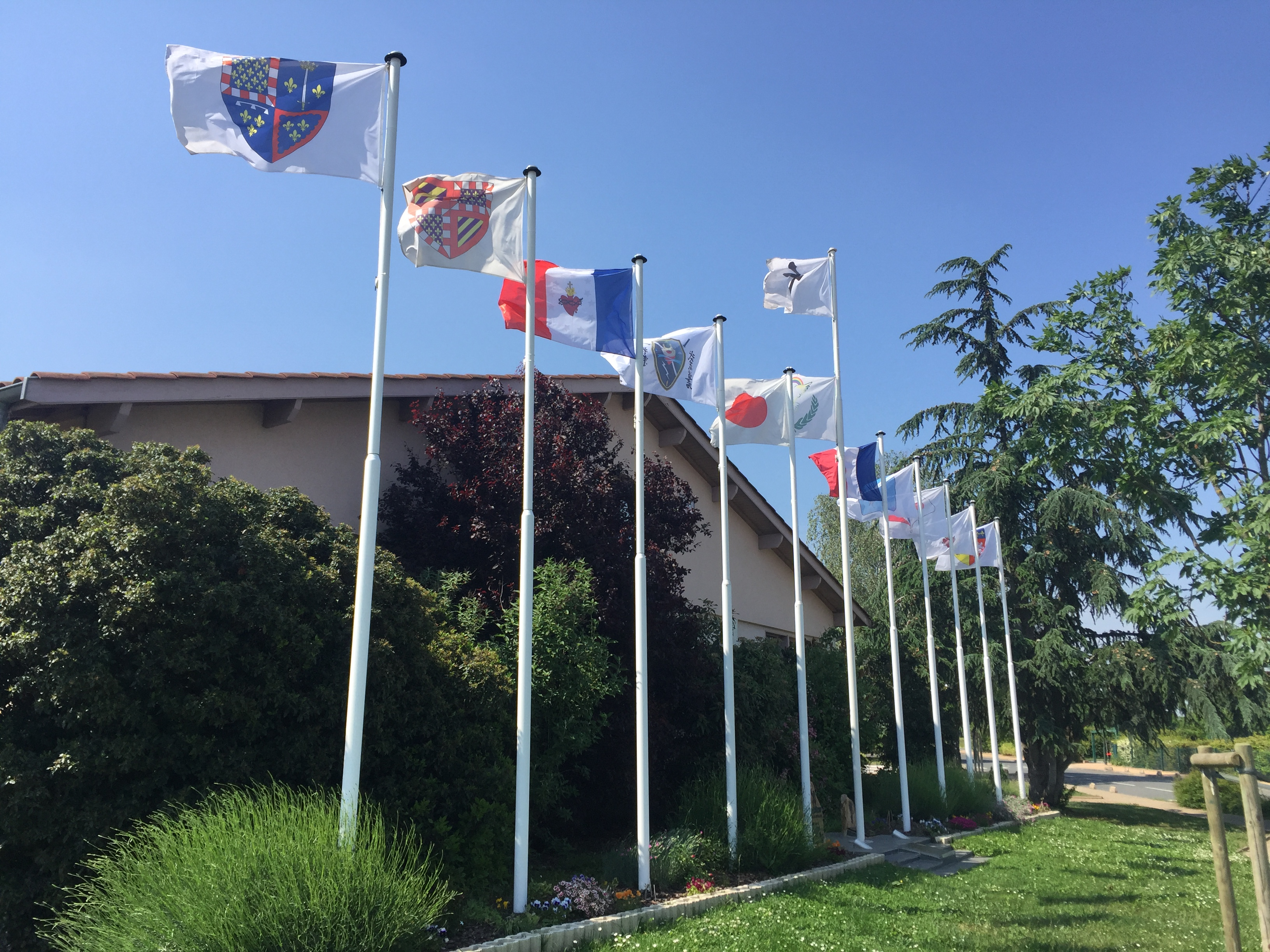
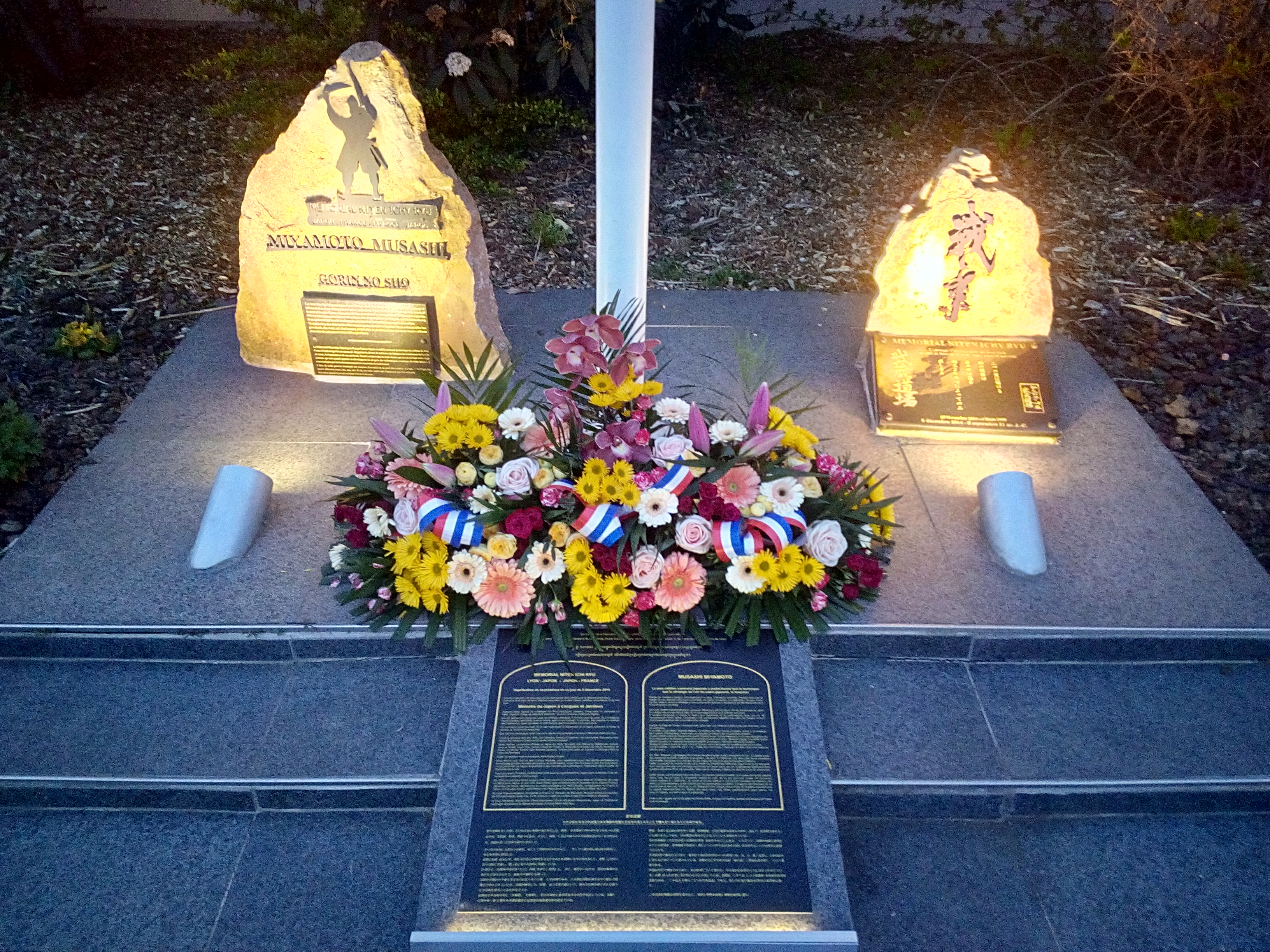
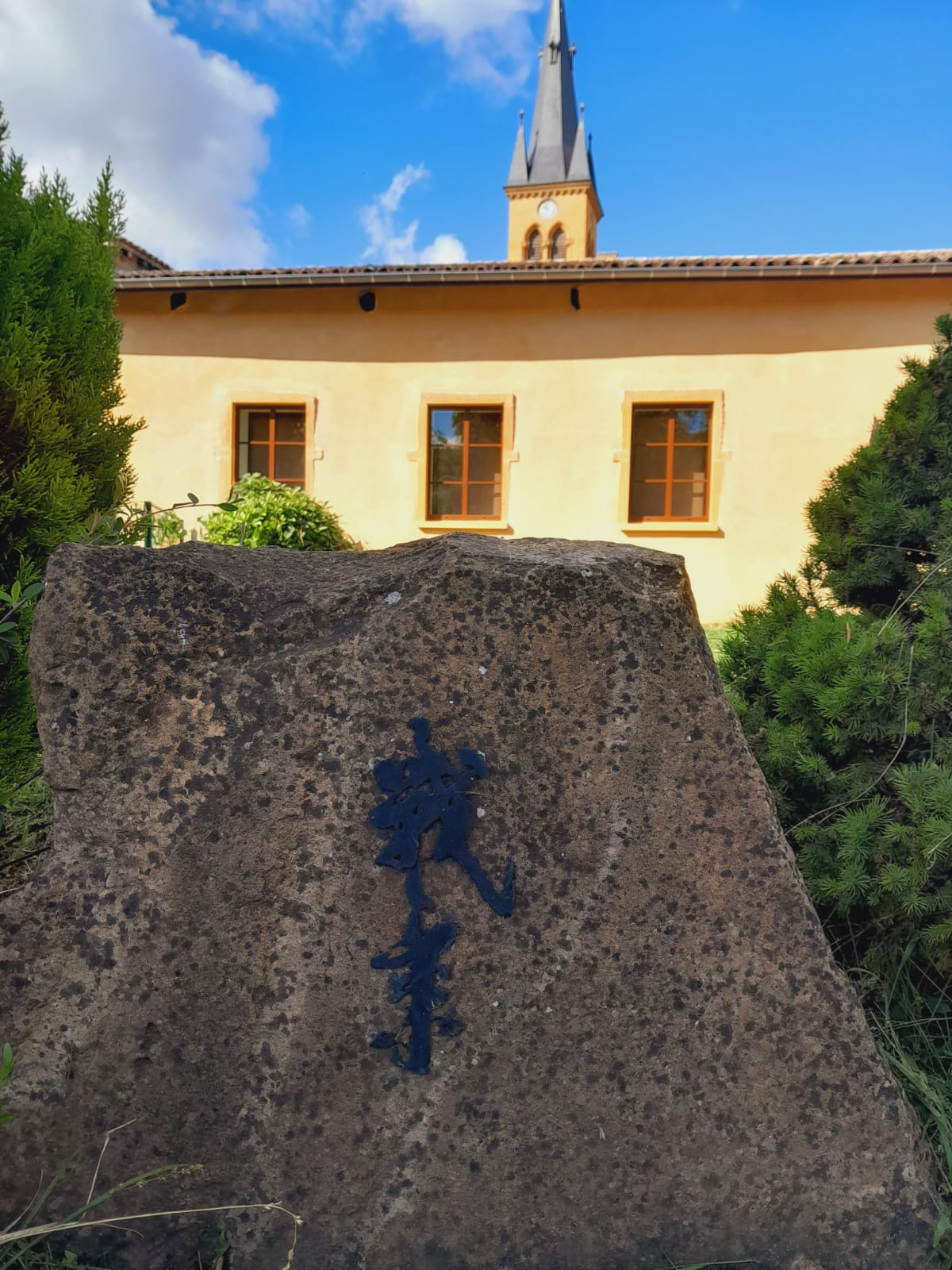
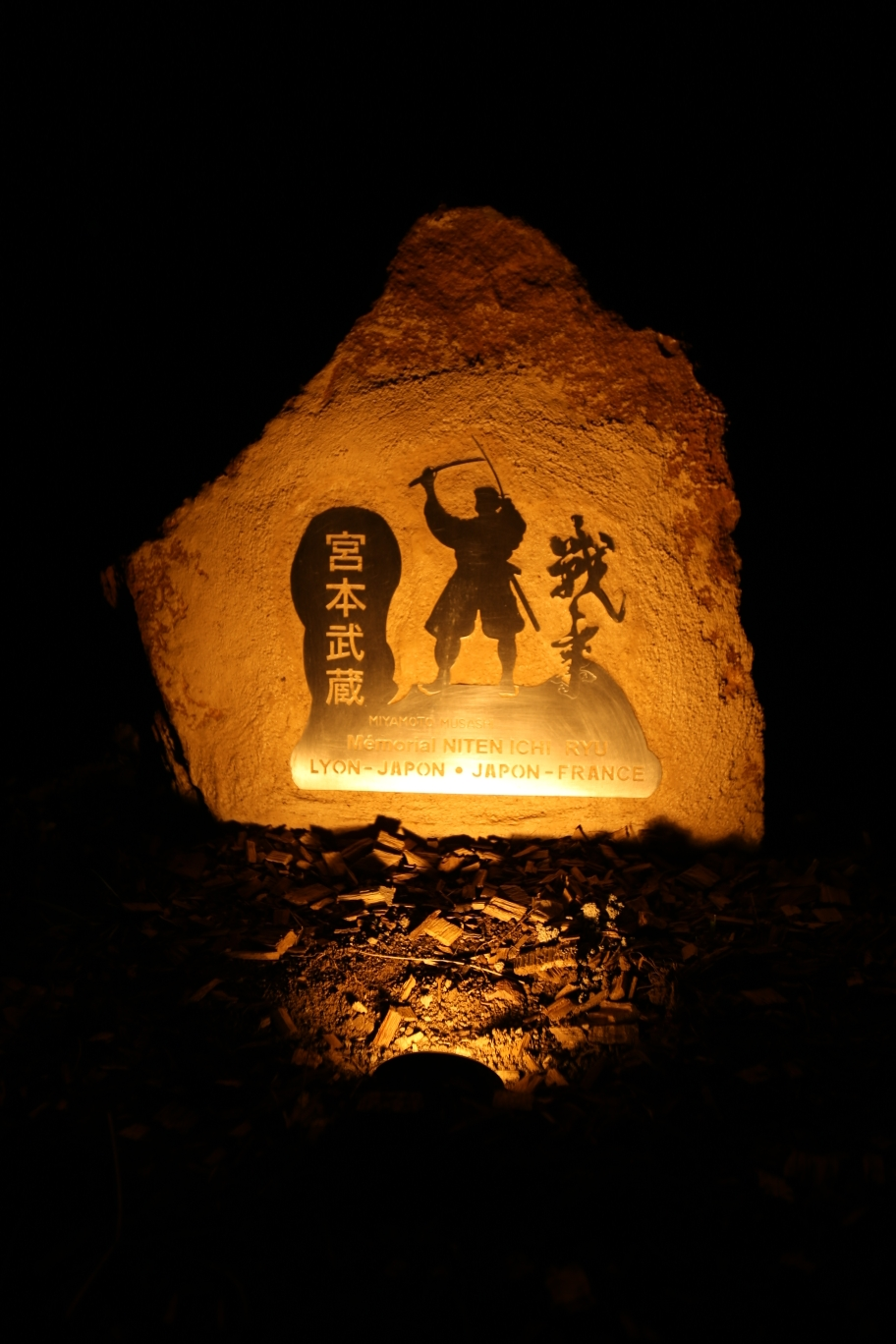
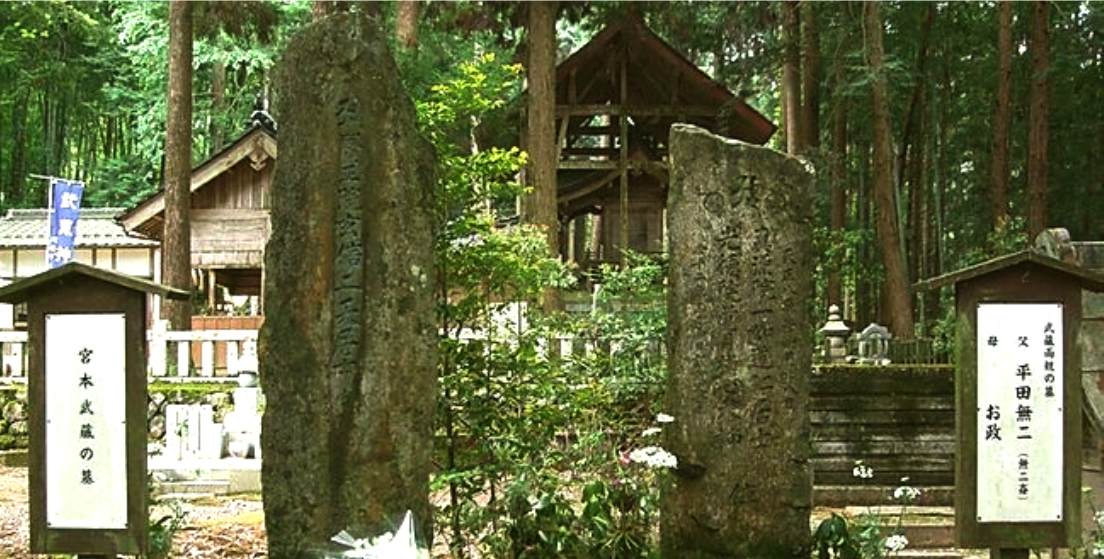
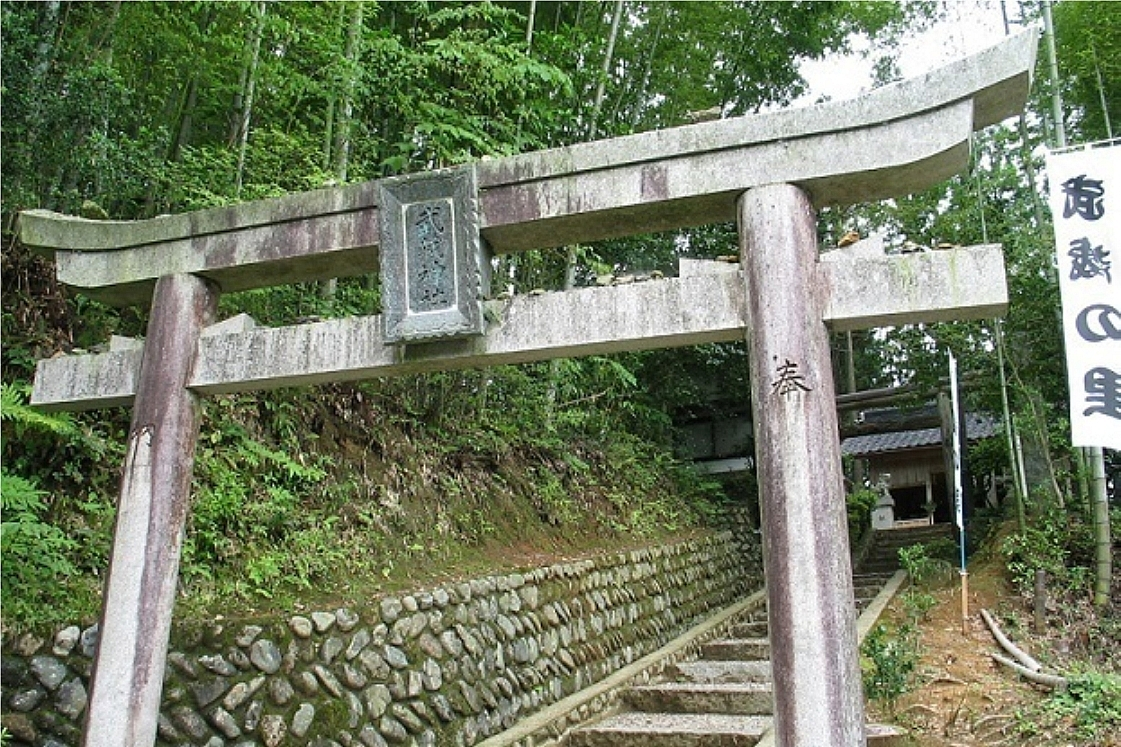

- قاعدة التحالف.[3]
- بودوكان مياموتو موساشي.[4]

## روابط خارجية
- مياموتو موساشي على موقع الموسوعة البريطانية (الإنجليزية)
- مياموتو موساشي على موقع ميوزك برينز (الإنجليزية)
- مياموتو موساشي على موقع إن إن دي بي (الإنجليزية)